# Пиотровский, Эдуард Францевич
Эдуард Францевич Пиотровский (1865—1942) — русский военный деятель, генерал-майор (1917). Герой Первой мировой войны.

## Биография
В 1884 году получил образование в Вильковишском уездном училище и вступил в службу. В 1886 году после окончания Чугуевского военного училища училища произведён в подпоручики и выпущен в Вологодский 18-й пехотный полк. В 1890 году произведён  в поручики, в 1899 году в штабс-капитаны, в 1900 году в капитаны. С 1904 года участник Русско-японской войны.
В 1912 году произведён в подполковники.  С 1914 года участник Первой мировой войны, в составе 19-го Костромского пехотного полка.  19 мая 1915 года «за храбрость» награждён орденом Святого Георгия 4-й степени. В 1916 году за боевые отличия произведён в  полковники. 13 октября 1916 года «за храбрость» был награждён  Георгиевским оружием.
В 1917 году произведён в генерал-майоры, командир бригады, с 11 августа  1917 года командующий 42-й пехотной дивизии.
С 1918 года председатель Комитета формирования польских воинских частей на Волыни и в Подолье. С 1920 года в Польше, бригадный генерал польской армии. С 1924 года генерал запаса. В 1939 году арестован органами НКВД, отбывал наказание в Спецпоселке №61 Архангельской области. Умер в 1942 году от истощения находясь в ссылке.

## Награды
- Орден Святого Станислава 3-й степени (1896; Мечи и бант к ордену — ВП 6.03.1916)
- Орден Святой Анны 3-й степени (ВП 16.01.1915)
- Орден Святого Станислава 2-й степени (1912; Мечи к ордену — ВП 09.09.1916)
- Орден Святой Анны 2-й степени с мечами (ВП 16.01.1915)
- Орден Святого Владимира 4-й степени с мечами и бантом (ВП 16.01.1915)
- Высочайшее благоволение за боевые отличия  (ВП 06.05.1916)
- Орден Святого Георгия 4-й степени (ВП 19.05.1915)
- Орден Святого Владимира 3-й степени с мечами (ВП 07.11.1915)
- Георгиевское оружие (ВП 13.10.1916)